# Música Boa Ao Vivo
Música Boa Ao Vivo é um programa de televisão musical produzido e exibido pelo Multishow desde 29 de abril de 2014. Foi apresentado por Thiaguinho entre 2014 e 2015, Anitta entre 2016 e 2017, Iza entre 2018 e 2019 e Ivete Sangalo entre 2020 e 2021. Desde 2022 é apresentado por Gloria Groove.

## Reprises
Foi reexibida pela TV Globo, aos sábados à tarde, de 4 de abril a 9 de maio, com retorno entre 1.° de agosto a 3 de outubro de 2020, por causa do adiamento do programa Simples Assim, que seria exibido nesse horário, por conta da pandemia da Covid-19, a atração foi substituída pela Sessão de Sábado, com previsão para anteceder o novo programa Simples Assim a partir de 10 de outubro.

## Apresentadores
| Apresentador(a) | Temporadas | Temporadas | Temporadas | Temporadas | Temporadas | Temporadas | Temporadas | Temporadas | Temporadas |
| Apresentador(a) | 1ª (2014)  | 2ª (2015)  | 3ª (2016)  | 4ª (2017)  | 5ª (2018)  | 6ª (2019)  | 7ª (2020)  | 8ª (2021)  | 9ª (2022)  |
| --------------- | ---------- | ---------- | ---------- | ---------- | ---------- | ---------- | ---------- | ---------- | ---------- |
| Thiaguinho      |            |            |            |            |            |            |            |            |            |
| Anitta          |            |            |            |            |            |            |            |            |            |
| Iza             |            |            |            |            |            |            |            |            |            |
| Ivete Sangalo   |            |            |            |            |            |            |            |            |            |
| Gloria Groove   |            |            |            |            |            |            |            |            |            |

## Episódio e convidados

### Primeira temporada (2014)
A temporada estreou em 29 de abril de 2014, às 20h30. Apresentada por Thiaguinho, a temporada teve 16 programas. O último programa foi em 14 de outubro de 2014.
- 29 de abril: Gilberto Gil, Ana Carolina e Maria Gadú
- 06 de maio: Chitãozinho & Xororó, Paula Fernandes e Victor & Léo
- 13 de maio: Maria Rita e Fundo de Quintal
- 20 de maio: Daniela Mercury, Ivete Sangalo e Durval Lélys
- 27 de maio: Só Pra Contrariar, Roupa Nova e Alcione
- 03 de junho: Gaby Amarantos, Calcinha Preta e Monobloco
- 10 de junho: Saulo Fernandes, Anitta e Biquíni Cavadão
- 17 de junho: Cidade Negra, Sandra de Sá e banda Moinho
- 24 de junho: Turma do Pagode, Preta Gil e Buchecha
- 01 de julho: Alceu Valença, Elba Ramalho e Geraldo Azevedo
- 08 de julho: CPM 22, Detonautas e Raimundos
- 15 de julho: Michel Teló, Mumuzinho e Banda Calypso
- 22 de julho: Diogo Nogueira e Péricles
- 29 de julho: Ana Cañas, Titãs e Sepultura
- 05 de agosto: Marcelo D2, Zeca Pagodinho e Dudu Nobre
- 12 de agosto: Raça Negra, Margareth Menezes e Cesar Menotti e Fabiano
- 19 de agosto: Molejo, Arlindo Cruz e Aviões do Forró
- 26 de agosto: Os Travessos, Bom Gosto e Serjão Loroza
- 02 de setembro: Erasmo Carlos, Paula Toller e Jota Quest
- 09 de setembro: Belo e Harmonia do Samba
- 16 de setembro: Falamansa, Leandro Sapucahy e Amigos do Pagode 90
- 23 de setembro: Emicida, Vanessa da Mata e Guilherme Arantes
- 30 de setembro: Jorge Aragão, Luiza Possi e Daniel
- 07 de outubro: É o Tchan, Timbalada e Cheiro de Amor
- 14 de outubro: Art Popular, Pixote e Sapão
- 21 de outubro: Os Travessos e Hellen Caroline
- 04 de novembro: Oba Oba Samba House, Jammil e Uma Noites e Chiclete com Banana
- 11 de novembro: Claudia Leitte, Simoninha e Bruno & Marrone
- 17 de novembro: Péricles, Belo e Lucas Morato
- 18 de novembro: Molejo, Os Travessos e Turma do Pagode
- 19 de novembro: Buchecha, Sandra de Sá e Só Pra Contrariar
- 20 de novembro: Diogo Nogueira e Arlindo Cruz

### Segunda tempoarada (2015)
A temporada estreou em 14 de abril de 2015 e acabou em 3 de novembro de 2015, às 20h30. Foi apresentada novamente por Thiaguinho.
- 14 de abril: Caetano Veloso, Seu Jorge e Xande de Pilares
- 21 de abril: Baby do Brasil, Pitty e Teresa Cristina
- 28 de abril: Babado Novo, Cristiano Araújo e Psirico
- 05 de maio: Valesca Popozuda, MC Guimê e Turma do Pagode
- 12 de maio: Lucas Lucco, Henrique & Diego e Fresno
- 19 de maio: Belo e Alexandre Pires
- 26 de maio: Ludmilla, Latino e Naldo Benny
- 02 de junho: Anitta, Lenine e Skank
- 09 de junho: Jeito Moleque, Munhoz & Mariano e Wesley Safadão
- 16 de junho: Zezé Di Camargo & Luciano, Pablo e Aviões do Forró
- 23 de junho: Arlindo Cruz, Jorge Aragão e Revelação
- 30 de junho: Falamansa, João Neto & Frederico e Roberta Miranda
- 07 de julho: Preta Gil, Marcos & Belutti e Wanessa Camargo
- 14 de julho: Sandra de Sá, Fernanda Abreu e Gabriel, o Pensador
- 21 de julho: Imaginasamba, Pixote e Harmonia do Samba
- 28 de julho: Dudu Nobre, Bom Gosto e Só Pra Contrariar
- 04 de agosto: Léo Santana, Calcinha Preta e Os Travessos
- 11 de agosto: Banda Eva, Raça Negra e Thaeme & Thiago
- 18 de agosto: Fundo de Quintal e Leandro Sapucahy
- 25 de agosto: Saulo Fernandes, Dorgival Dantas e Gusttavo Lima
- 08 de setembro: Detonautas, Nenhum de Nós e Onze:20
- 15 de setembro: Diogo Nogueira, Suricato e Dônica
- 06 de outubro: João Bosco & Vinícius, Sapão e Tá Na Mente
- 13 de outubro: Péricles e Victor & Léo
- 20 de outubro: Martinho da Vila, Mart'nália e Roberta Sá
- 27 de outubro: Maria Gadú, Paulinho Moska e Cidade Negra
- 02 de novembro: Imaginasamba, Teresa Cristina e Xande de Pilares
- 09 de novembro: Luan Santana, NX Zero e Wesley Safadão

### Terceira temporada (2016)
A temporada estreou em 12 de abril de 2016, apresentada por Anitta.
- 12 de abril: Jorge & Mateus, Sorriso Maroto e Jhama
- 19 de abril: Ludmilla, Turma do Pagode e Harmonia do Samba
- 26 de abril: Arnaldo Antunes, Os Paralamas do Sucesso e Paula Toller
- 03 de maio: Jota Quest, Xande de Pilares, Teresa Cristina e Mosquito
- 10 de maio: É o Tchan, Mr. Catra e Lucas Lucco
- 17 de maio: Kelly Key, Jorge Vercillo, Falamansa e Revelação
- 24 de maio: Tiago Iorc, Dudu Nobre e Paulo Ricardo
- 31 de maio: Diogo Nogueira, Jorge Aragão e Zélia Duncan
- 07 de junho: Blitz, Léo Jaime e Bebeto
- 14 de junho: Imaginasamba, Maiara & Maraisa e Jammil e Uma Noites
- 21 de junho: Projota, Ferrugem e Onze:20
- 28 de junho: Sandra de Sá, Preta Gil e Joelma
- 05 de julho: Alexandre Pires, Luiz Carlos, Belo e Ana Clara
- 12 de julho: Aviões do Forró, João Neto & Frederico, Naiara Azevedo e Rodriguinho
- 19 de julho: Buchecha, MC Leozinho, MC Marcinho, MC Gui e Dennis DJ
- 26 de julho: Nego do Borel, Léo Santana, Munhoz & Mariano e Thiago Martins
- 02 de agosto: Banda Eva, Babado Novo e Márcio Victor
- 09 de agosto: Arlindo Cruz, Dilsinho e Melanina Carioca
- 16 de agosto: Bom Gosto, Grupo Clareou e Fundo de Quintal
- 23 de agosto: Luan Santana e Ana Carolina
- 30 de agosto: Gusttavo Lima, MC Guimê e MC Koringa
- 06 de setembro: Thaeme & Thiago, Wanessa Camargo e Sambô
- 13 de setembro: Chiclete com Banana, Dorgival Dantas e Jads & Jadson
- 20 de setembro: Daniel, Henrique & Juliano e Marília Mendonça
- 27 de setembro: Pablo, Roberta Miranda e Zé Neto & Cristiano
- 04 de outubro: Pixote, Calcinha Preta e Mumuzinho
- 11 de outubro: Tiago Abravanel, Karol Conka e Gabriel, O Pensador
- 18 de outubro: Ivete Sangalo e Simone & Simaria

### Quarta temporada (2017)
A temporada foi apresentada novamente por Anitta.
- 18 de abril: ANAVITÓRIA, Matheus & Kauan e Luan Santana
- 25 de abril: Ludmilla, Henrique & Diego, Onze:20 e Zé Felipe
- 02 de maio: Projota, Emicida, Karol Conka e Maluma
- 09 de maio: Dennis DJ, MC Livinho, Bonde do Tigrão e outros convidados.
- 16 de maio: Marcos & Belutti, Sorriso Maroto e Roupa Nova
- 23 de maio: Daniel, Ferrugem e Joelma
- 30 de maio: Bruno & Marrone, Gusttavo Lima e Paula Mattos
- 06 de junho: Kevinho, Lucas Lucco e Nego do Borel
- 13 de junho: Imaginasamba, Saulo Fernandes e Zé Neto & Cristiano
- 20 de junho: Fernando & Sorocaba, Solange Almeida e Pablo
- 27 de junho: Melanie C, Sandy, Tiago Iorc e Maria Gadú
- 04 de julho: Léo Santana, Molejo e Wanessa Camargo
- 11 de julho: Aviões, Dilsinho e Bell Marques
- 18 de julho: Banda Eva, Pabllo Vittar e Bruninho & Davi
- 25 de julho: Mumuzinho, MC Sapão e Turma do Pagode
- 01 de agosto: ANAVITÓRIA, Barão Vermelho, Roberta Sá e Gavin James
- 08 de agosto: Henrique & Juliano, Maiara & Maraisa e Marília Mendonça
- 15 de agosto: J Balvin, Naiara Azevedo, Xande de Pilares, Tuca Fernandes e Axé 90 Graus
- 22 de agosto: Claudia Leitte, João Bosco & Vinícius e Wesley Safadão
- 29 de agosto: Chitãozinho & Xororó e Michel Teló

### Quinta temporada (2018)
A quinta temporada foi apresentada pela cantora Iza.
- 05 de junho: Thiaguinho, Maria Rita e Zeca Pagodinho
- 12 de junho: Claudia Leitte, Ferrugem e Ludmilla
- 19 de junho: Dilsinho, Léo Santana e Onze:20
- 26 de junho: Turma do Pagode, Henrique & Diego e Tuca Fernandes
- 03 de julho: Matheus & Kauan, Joelma e Paula Mattos
- 10 de julho: Di Ferrero e Rael
- 17 de julho: Xand Avião, Naiara Azevedo e Imaginasamba
- 24 de julho: Banda Eva, Bruninho & Davi e Buchecha
- 04 de setembro: Sorriso Maroto, Thiago Martins, Nego do Borel e Harmonia do Samba
- 11 de setembro: Dennis DJ, MC Sapão, MC Kekel, MC G15 e Lexa
- 18 de setembro: Saulo, Mumuzinho e Marcos & Belutti
- 02 de outubro: Solange Almeida, Jeito Moleque e Falamansa
- 09 de outubro: Dudu Nobre, Péricles e Pixote
- 16 de outubro: Daniel, Gloria Groove e Fernando & Sorocaba

### Sexta temporada (2019)
Pelo segundo ano consecutivo, a cantora Iza apresentou o programa.
- 02 de abril: Marcelo D2, Seu Jorge e Alcione
- 09 de abril: Xand Avião, Léo Santana e Gabriel Diniz
- 23 de abril: Dilsinho, Felipe Araújo e Ludmilla
- 30 de abril: Saulo, Melim e Onze:20
- 07 de maio: Pitty, Vitor Kley e Rael
- 14 de maio: Maiara & Maraisa, Turma do Pagode e Gustavo Mioto
- 21 de maio: Preta Gil, Banda Eva e Rodriguinho
- 28 de maio: Caetano Veloso, Xande de Pilares e Falamansa
- 11 de junho: Henrique & Diego, Projota, Karol Conka e Vitão
- 18 de junho: Belo, Atitude 67 e Arlindo Neto
- 25 de junho: Pixote, Jeito Moleque e Suel
- 02 de julho: Lulu Santos e Jota Quest
- 09 de julho: Fernando & Sorocaba, Raça Negra, Diego & Victor Hugo, Yasmin Santos e Thiago Brava
- 16 de julho: Péricles, Mumuzinho e Dennis DJ
- 23 de julho: Ferrugem, Naiara Azevedo e Sorriso Maroto
- 30 de julho: Daniel, Diogo Nogueira e Paula Fernandes
- 06 de agosto: Simone & Simaria, Matheus & Kauan e Gloria Groove

### Sétima temporada (2021)
Novamente Ivete Sangalo apresenta o programa, pela primeira vez fora dos Estúdios Globo, diretamente de Salvador.
- 13 de julho: Carlinhos Brown, Os Barões da Pisadinha, Pitty e Jau
- 20 de julho: Léo Santana, Xand Avião, Durval Lélys e Zé Vaqueiro
- 27 de julho: Gloria Groove, Lexa, Banda Eva e Mari Antunes
- 3 de agosto: Pedro Sampaio, Parangolé, Jammil e Uma Noites, Lauana Prado e Solange Almeida
- 10 de agosto: Israel & Rodolffo, Diogo Nogueira, Tierry, Gabi Martins, Psirico e Tuca Fernandes
- 17 de agosto: Wesley Safadão, Thiaguinho, Eric Land e Lincoln Senna
- 24 de agosto: Matheus & Kauan, Margareth Menezes, Carla Cristina, Jão e Duda Beat
- 31 de agosto: Simone & Simaria, Dennis DJ, Xanddy, Alinne Rosa e Tayrone Cigano
- 7 de setembro: Luísa Sonza, Dilsinho, Bruno Cardoso, Larissa Luz, Juan Marcus & Vinícius e Matheus Fernandes
- 14 de setembro: Ferrugem, É o Tchan, Gilmelândia e Ara Ketu.
- 28 de setembro: Alexandre Pires, Claudia Leitte, Hiran, Juliette e Majur.

### Oitava temporada (2022)
A temporada estreou em 13 de setembro de 2022, apresentada por Gloria Groove.
- 13 de setembro: Marina Sena, Jão, Xamã e Grag Queen
- 20 de setembro: Lexa, Lauana Prado e Urias
- 27 de setembro: Priscilla Alcantara, Felipe Araújo, MC Hariel e Thiago Pantaleão
- 4 de outubro: Léo Santana, Duda Beat, Sorriso Maroto e A Dama
- 11 de outubro: Banda Eva, Juliette, Tierry e Izrra
- 25 de outubro: IZA, Liniker, Péricles e Marvvila
- 1 de novembro: Vitor Kley, Diogo Nogueira, Barão Vermelho e Carol Biazin
- 8 de novembro: Pabllo Vittar, Ludmilla, Pedro Sampaio e Grag Queen
- 15 de novembro: Pocah, Preta Gil, Wanessa Camargo e Aretuza Lovi
- 22 de novembro: Di Ferrero, Melim, Lagum e Caio Prado
- 30 de novembro: João Gomes, Vitor Fernandes, Gustavo Mioto e Gaby Amarantos
- 07 de dezembro: Zé Vaqueiro, Mari Fernandez e Vitão
- 14 de dezembro: Planet Hemp, Ferrugem, Rael e Drik Barbosa
- 28 de dezembro: ANAVITÓRIA, Filipe Ret, Menos É Mais e Hodari